# 2018년 미국 하원의원 선거
2018년 미국 하원의원 선거는 2018년 11월 6일 실시되었으며 미국 하원 의석 435석을 선출했다. 도널드 트럼프 대통령의 중간평가 성격을 띄는 중간선거로 상원의원 선거와 주지사 선거도 함께 실시되었다. 선거 결과 민주당이 지난 2008년 하원의원 선거 이후 처음으로 승리하며 8년만에 하원 다수당 지위를 탈환했다.
북마리아나 제도에서 선출하는 투표권이 없는 옵서버 의원(Non-voting members)에 대한 선거가 태풍 위투의 영향으로 일주일 연기되어 11월 13일 실시되었고, 일부 접전 선거구에서 우편 투표와 부재자 투표수가 합산되지 않아 당선자 결정이 늦춰져 투표 결과의 최종 집계가 선거 이후 약 3주가 지나서야 이루어졌다.
또한 노스캐롤라이나 제9선거구에서 개표 부정 시비가 발생해 이 선거를 통해 구성된 제116회 의회 개원 시까지 당선자가 결정되지 못하여 일단 1석이 공석으로 남았다. 부정 행위가 사실로 확인될 경우 향후 노스캐롤라이나 제9선거구에서는 재선거가 실시될 예정이다.
또한 이 선거에 폴 라이언 의장이 출마하지 않아, 공화당의 하원 원내대표도 케빈 매카시로 교체되었다.

## 노트
1. 1 2  선거일 기준
2. ↑  노스캐롤라이나 제9선거구에서 개표 부정 시비가 발생해 당선자가 결정되지 못하여 1석이 공석으로 남았다.

## 같이 보기
- 2018년 미국 중간선거